# Terceiro céu
No judaísmo, no islamismo, na Igreja de Jesus Cristo dos Santos dos Últimos Dias e no cristianismo primitivo, o Terceiro Céu é uma divisão do Céu na cosmologia religiosa.  Em algumas tradições é considerada a morada de Deus, e em outras um nível inferior do Paraíso, comumente um dos sete Céus.
Só aparece referido uma vez na bíblia, em 2 Coríntios 12:2-4.

## O Apocalipse de Moisés
No Apocalipse de Moisés 37, o arcanjo Miguel enterra o corpo de Adão no Paraíso, para aguardar a sua ressurreição.

## 2 Coríntios
Paulo escreve:
II Coríntios 12:2 Conheço um homem em Cristo que há catorze anos (se no corpo não sei, se fora do corpo não sei; Deus o sabe) foi arrebatado até o terceiro céu.